# Saturnia erythrina
Saturnia erythrina är en fjärilsart som beskrevs av Schultz. 1909. Saturnia erythrina ingår i släktet Saturnia och familjen påfågelsspinnare. Inga underarter finns listade.